# Syrisca mamillata
Syrisca mamillata là một loài nhện trong họ Miturgidae.
Loài này thuộc chi Syrisca. Syrisca mamillata được Lodovico di Caporiacco miêu tả năm 1941.